# Capet Margit angol királyné
Capet Margit angol királyné (franciául: Marguerite de France, angolul: Margaret, Queen consort of England; 1279 körül – Wiltshire, Marlborough, 1318. február 14.) francia királyi hercegnő, I. Eduárd angol királlyal kötött házassága révén 1299–1307 között Anglia királynéja.

## Élete
1279-ben született, III. Fülöp francia király és Brabanti Mária francia királyné harmadik gyermekeként és második leányaként. Csupán három éves volt, amikor apja elhunyt, így nevelése ezután anyjára és Margit féltestvérének feleségére, I. Johanna navarrai királynőre hárult.
1290-ben I. Eduárd angol király megözvegyült, és nagyon meggyászolta szeretett hitvesét, Kasztíliai Eleonórát, aki 36 éves házasságuk alatt 16 gyermekkel ajándékozta meg őt.
Eduárd úgy döntött, beleegyezik, hogy újranősüljön, habár örököse addigra már bőven volt, s a király akkorra már 55 éves volt. Az uralkodó 1291-ben megszervezte fia, Eduárd trónörökös és IV. Fülöp francia király féltestvére, Blanka hercegnő eljegyzését. (Blanka volt Margit nővére.) Ám amikor az idős király értesült Blanka messze földön híres szépségéről, maga akarta őt feleségül venni, s követeket küldött Franciaországba emiatt.
IV. Fülöp azzal a feltétellel adta volna neki Blanka kezét, ha I. Eduárd feladja Gascogne-ban lévő tartományát a francia korona javára. Fülöp végül úgy határozott, hogy Blanka Rudolf stíriai herceg felesége legyen, s fiatalabb húgát, Margitot ajánlotta a király figyelmébe. A sértett Eduárd erre hadat üzent a franciáknak, s elutasította, hogy elvegye Margitot.
A hadakozás VIII. Bonifác pápa közbenjárására befejeződött 1296-ban, miután egy kettős esküvőre került sor, I. Eduárd 1299-ben Margitot, míg fia, a trónörökös IV. Fülöp leányát, Izabellát vette nőül. A ceremónia Canterburyben történt meg, szeptember 10-én. Margitot nem koronázták királynévá, ami Hódító Vilmos ideje óta nem fordult elő. Az idős király hamarosan magára hagyta ifjú hitvesét, s visszatért háborúzni a skót határhoz. Margit az esküvő után szinte azonnal teherbe esett, de még így is vállalta, hogy csatlakozik férjéhez, s útra kelt két mostohagyermekével. 1300. június 1-jén megszületett a királyné első gyermeke, Tamás, akit Becket Tamásról nevezett el, mivel terhessége alatt hozzá imádkozott.
1301. augusztus 5-én újabb fiúnak adott életet, Edmundnak. Margit jelleme és cselekedetei sokban hasonlítottak az előző királyné, Eleonóra tetteihez. Az ifjú asszony próbált békét teremteni férje és a trónörökös, Eduárd között, akik mindig is feszült viszonyban voltak egymással. Margit a ferences rendet favorizálta, s Newgate-ben rendházat is létrehozott a számukra. Margit és mostohafia, a trónörökös nagyon megkedvelték egymást.
Amikor 1305-ben Margit nővére, Blanka elhunyt, a király hosszan tartó gyászt rendelt el az udvarban a hitvesére való tekintettel. Eduárd csodálta neje szépségét és jó természetét, és külön örült neki amikor még abban az évben leányuk született, akit Eleonórának nevezett el Margit, elődje emlékére. 1307-ben I. Eduárd újabb hadjáratra indult Skóciába, ahová Margit is elkísérte, ám a király megbetegedett, s július 7-én, 68 évesen távozott az élők sorából.
Margit csupán 28 évesen maradt özvegy. Többé nem ment férjhez. Margit ellenezte, amikor mostohafia, az új király, II. Eduárd kegyencének, Piers Gavestonnak adományozta a Cornwall earlje címet, pedig az vagy Tamást vagy pedig Edmundot illette volna. Margit ezután a Marlborough kastélyba vonult vissza.
Csupán II. Eduárd nejével, Izabellával és IV. Fülöppel tartotta a kapcsolatot. Gyűlölte Gavestont, akinek 1312-es bukásában neki is nagy szerepe volt. Még azév novemberében ő is jelen volt Eduárd és Izabella fia, III. Eduárd herceg születésénél.
1318. február 14-én halt meg, Marlboroughban. Londonban temették el. 39 évet élt. Sajnos meg kellett érnie leánya, Eleonóra halálát, aki 1311-ben, öt esztendősen hunyt el.